# Дорожній одяг
Дорожній одяг — багатошарова конструкція автомобільної дороги, яка сприймає навантаження від автотранспортного засобу і передає її на ґрунт.

Основні частини дорожнього одягу — покриття, основа, додаткові шари основи і підстильний шар.
За величиною опору до розрахункових навантажень і по реакції на кліматичні впливи дорожній одяг поділяють на жорсткий і нежорсткий. Жорсткий має в покритті або основі монолітний цементобетон або збірний залізобетон; нежорсткий не має в шарах цих матеріалів.
Напруження, що виникають в дорожньому одязі під час проїзду автомобілів, загасають з глибиною. Ця обставина дає змогу проектувати дорожній одяг як багатошарову конструкцію, використовуючи в її шарах матеріали різної міцності відповідно до величини діючих зусиль і впливу природних факторів. Товщина кожного шару дорожнього одягу визначається розрахунком, проте не повинна бути меншою величин, зазначених у нормативній документації.
Покриття автомобільної дороги піддається безпосередньому впливу експлуатаційних і природно-кліматичних чинників, в зв'язку з чим саме покриття є найбільш вразливою частиною дорожнього одягу.
Основа — частина конструкції дорожнього одягу, розташована під покриттям, яка забезпечує спільно з покриттям перерозподіл напружень у конструкції і зниження їхньої величини в підстильному шарі, а також забезпечує морозостійкість і осушення конструкції.

## Додаткові шари основи
Додаткові шари основи передбачаються за наявності несприятливих погодно-клматичних і грунтово-гідрологічних умов. Ці шари спільно з покриттям і несучою частиною основи повинні забезпечувати необхідні морозостійкість і дренування конструкції і створювати умови для зменшення товщини верхніх шарів з дорогих матеріалів.

Відповідно до основної функції, яку виконує додатковий шар, його називають морозозахисним, теплоізоляційним, дренуючим. До додаткових прошарків належать також гідро- і пароізолюючі, капіляророзривні, протизамулюючі тощо.
Морозозахисні шари влаштовують із стабільних зернистих матеріалів, таких як пісок, піщано-гравійна суміш, гравій, щебінь, шлаки та ін.

Для теплоізоляційних шарів в особливо несприятливих грунтово-гідрологічних умовах розглядають варіант застосування легких бетонів, теплоізоляційних композицій з укріплених в'яжучими місцевих матеріалів (грунтів) або відходів промисловості та пористих заповнювачів (керамзит, перліт, аглопорит, гранули полістиролу, подрібнені відходи пінопласту) та ін.
Дренуючі шари влаштовують з піску, гравійних матеріалів, відсортованого шлаку та інших фільтруючих матеріалів. У конструкціях, де дренуючий шар розташований вище від глибини промерзання, матеріали шару повинні бути морозостійкими і досить міцними. Необхідний коефіцієнт фільтрації матеріалу дренуючого шару визначають розрахунком, з урахуванням геометричних параметрів проїжджої частини та інших умов.